# Архимандрит Теодор (Бојовић)
Теодор Бојовић (Требиће код Лепосавића, 13. септембар 1953) архимандрит је Српске православне цркве и игуман Манастира Светог Саве у Илајну.

## Биографија
Архимандрит Теодор рођен је 13. септембра 1953. године у селу Требиће, општина Лепосавић, од оца Божидара и мајке Борике Бојовић. Основну школу је завршио у родном месту, а школу ученика у привреди у Крагујевцу. Био је запослен у компанији Застава, где је такође био и члан Хришћанске заједнице.
Ступа у Манастир Крку код Кистања, 5. јула 1977. године. Замонашен је 12. октобара 1978. године од ректора Богословије Света Три Јерарха у Крки, игумана Стефана (Малетића) добивши монашко име Теодор.
У Манастир Светог Саве у Илајну, Аустралија, долази као расофорни монах 2. марта 1979. године. Рукоположен је у чин јерођакона од стране епископа Василија Вадића у манастиру Светог Саве у Илајну 1985. године а потом у чин јеромонаха од епископа Амфилохија Радовића, у храму Св. архиђакона Стефана у Кисбороу, Мелбурн.
Одликован је од епископа Лонгина Крче чином синђела 2000. године а потом чином протосинђела од епископа западноевропскога Луке Ковачевића 2002. године чином игумана од епископа Никанора и потом чином архимандрита од епископа Милутина Кнежевића 2004. године.